# Església de la Porciúncula
|  | Aquest article tracta sobre l'església a Palma (Mallorca). Si cerqueu l'església a Assís (Itàlia), vegeu «Porciúncula». |

Nostra Senyora dels Àngels de la Porciúncula, o simplement església de la Porciúncula és una església franciscana del Tercer Orde Regular, situada a les proximitats de la Platja de Palma, Mallorca, prop del llogaret d'Es Pil·larí.

## Descripció
El convent de la Porciúncula està situat en una zona que pertanyia a la possessió de Son Sunyer, a 26 m sobre el nivell de la mar i a 700 m de la platja. Els franciscans compraren un terreny de 33 quarterades el 1914 amb l'objectiu de crear-hi un col·legi per a la formació dels futurs frares. El 18 de maig de 1914 en aquest indret s'instal·là una petita comunitat de frares franciscans en una cassa de caçadors que hi havia construïda. Amb l'ajuda dels religiosos del convent de Palma iniciaren les obres de construcció d'una petita capella que es beneí el 25 d'agost de 1915, i es dedicà a Nostra Senyora dels Àngels. Aquesta capella tenia les mateixes dimensions que la de la Porciúncula de Sancta Mª degli Angeli d'Assís (Itàlia), 8,5 m de llargària, per 4,35 m d'amplària i 5,35 m d'alçària. Als anys 1960 s'inicià la construcció de l'edifici actual.

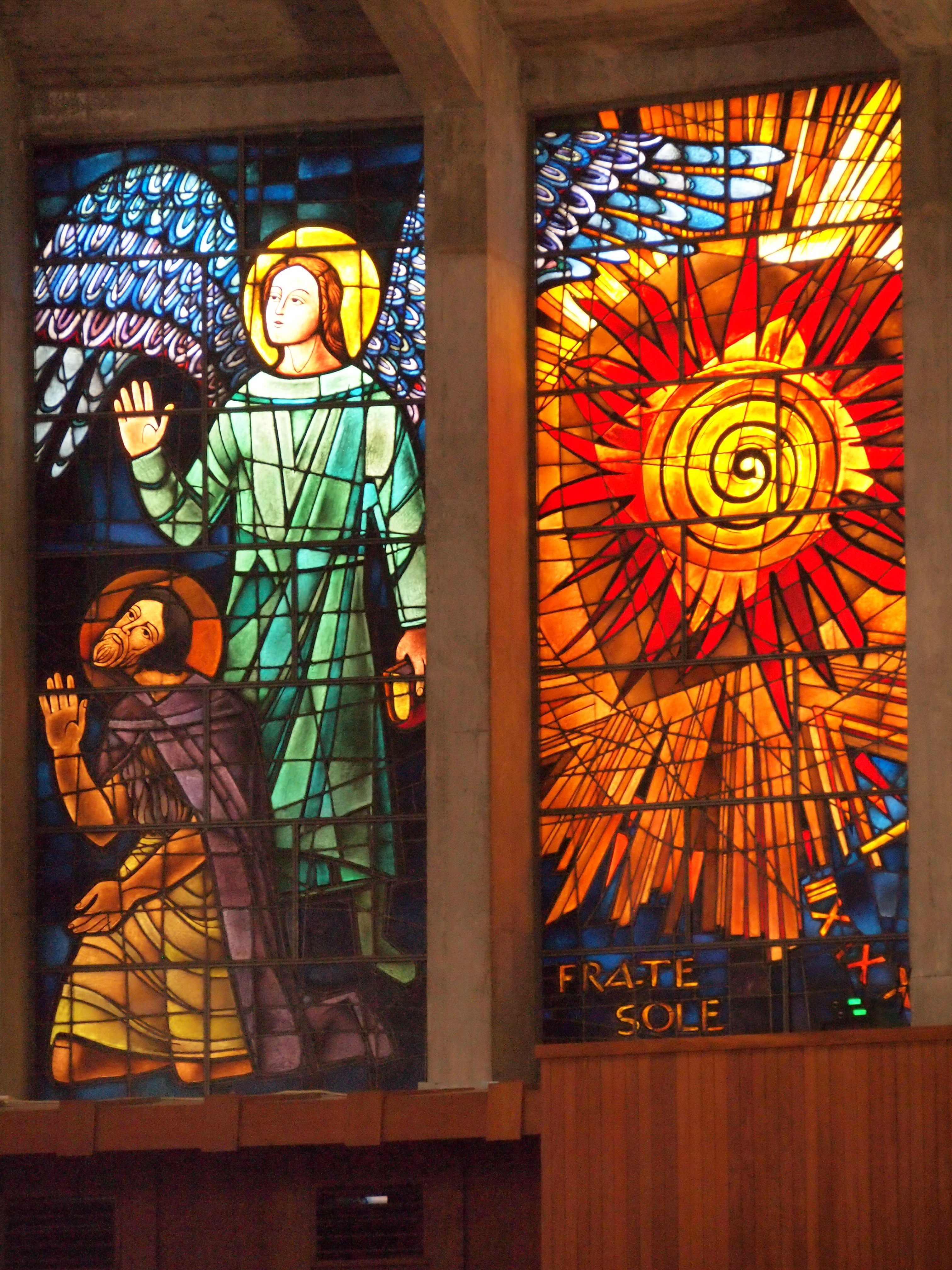

L'edifici és obra conjunta de Fra Antoni Bauzà Gayà i l'arquitecte Josep Ferragut Pou. S'edificà amb ciment armat entre el 1964 i 1968. Fou consagrada el 6 d'octubre de 1968. És de planta ovoïdal amb una única nau de 33 m de longitud a l'eix major i 23 m al menor, una altura màxima de 19 m i una superfície total de 770 m². Destaca l'espectacular llanternó que corona l'altar, a 19 metres d'altura. En els baixos s'hi construí un saló d'actes per a conferències, congressos i reunions.
Al voltant de l'altar s'ordena el presbiteri amb el cadirat del cor per a la comunitat i a un nivell més baix, sobre unes rajoles que dibuixen una miraculosa multiplicació de peixos vermellencs i blaus s'alineen, en forma d'espina de peix, els bancs pels fidels.
La utilització de formigó armat permeté la substitució dels murs de sosteniment per 39 grans vitralls policromats i originà un espai interior de gran lluminositat. Aquests vitralls foren dissenyats pel pintor Juan Bautista Castro i realitzats per Vidrieras de Arte S.A. de Bilbao. Divuit d'ells glossen plàsticament el famós Càntic de les criatures, o Càntic del Germà Sol, de Sant Francesc d'Assís, i estan disposats al voltant de l'altar. La resta s'estenen al llarg de tot el perímetre de l'església i deixen entrar tota la llum de la Mediterrània. En total es comptabilitzen 600 m² de vidre i color, que descriuen amb tècnica medieval i gust modern, les més significatives històries del Nou Testament i de la vida de Sant Francesc d'Assís: el Sol, l'aigua, la Terra, les plantes, la mort, Dante Alighieri, la Lluna i les estrelles, l'aire, el vent, el foc, Ramon Llull, l'arbre del bé i el mal, l'arbre de Jessè, l'arbre de la vida, la glorificació de sant Francesc, el Nadal de Greccio, els estigmes de sant Francesc, la Porciúncula i les quatre estacions de l'any.
El Sant Crist de l'altar és obra de Lluís Maria Saumells Panadés. Les escultures, les talles i els baixos relleus són obra de l'escultor mallorquí Jaume Mir Ramis. La pedra de l'altar es recolza sobre les ales de quatre magnífics àngels de bronze i el sagrari, de bronze i esmalt sobre metall i plata, se sosté per les mans de tres àngels que, lloant i exultant d'alegria, inicien amb els seus peus una dansa litúrgica. El 1984 s'hi bastí un orgue de tubs, obra de Gabriel Blancafort i París.